# Salmas
Salmas este un oraș din Iran.